# Thomas Köhler (Psychologe)
Thomas Köhler (* 1949 in Unterwössen) ist ein deutscher Psychologe, Mediziner sowie Mathematiker.

## Leben
Nach dem im Jahr 1969 bestandenen Abitur studierte der Sohn eines Arztes bis 1975 Medizin an der Ludwig-Maximilians-Universität München und erlangte den Doktorgrad. Der Titel seiner Doktorarbeit lautete „Bestimmung des globalen und regionalen Residualvolumens der Lunge mit 133 Xenon unter Berücksichtigung der Strahlungsschwächung im Gewebe“. Er wurde als Arzt tätig und studierte nebenbei Psychologie (Diplom-Abschluss 1978) sowie später noch Mathematik (Diplom-Abschluss 1981). Das Mathematik-Studium absolvierte er eigener Aussage nach aus „Sportlichkeit: Schaffe ich's oder schaffe ich's nicht?“ Seine Doktorarbeit im Fach Psychologie schloss er 1982 mit dem Titel „Die Kategorisierung von Angstsituationen nach subjektiv wahrgenommener Ähnlichkeit und ausgelöstem Verhalten: ein empirischer Zugang zur Person-Situation-Interaktion mittels einzelfallanalytischer Methoden“ ab.
Köhler war an den psychologischen Instituten der Universitäten Düsseldorf und Würzburg als wissenschaftlicher Assistent tätig, 1984 trat er eine Assistentenstelle am Psychologischen Universität der Universität Hamburg an. Dort legte er 1990 seine Habilitation vor und wurde 1997 zum außerordentlichen Professor ernannt. Zu seinen Forschungsschwerpunkten zählen die Person und das Wirken Sigmund Freuds, Rauschmittel wie Alkohol, psychische Störungen, Biopsychologie, psychosomatische Krankheiten und Statistik.